# Crise da Guiana Essequiba em 2023
A Guiana Essequiba é objeto de uma controvérsia territorial entre a Guiana e a Venezuela, que se intensificou em 2023, gerando uma crise diplomática entre os dois países. A Venezuela sustenta que possui direitos históricos e jurídicos sobre a região, enquanto a Guiana defende que a questão foi resolvida pelo Laudo Arbitral de Paris de 1899. A Corte Internacional de Justiça (CIJ), que foi acionada pela Guiana em 2018 para dirimir a disputa, declarou que tinha competência para julgar o caso, apesar da recusa da Venezuela em participar do processo. A CIJ também manifestou sua preocupação com as declarações de autoridades venezuelanas, que indicavam uma intenção de exercer controle sobre o território em litígio.
Foram descobertas reservas significativas de petróleo na costa durante a década de 2010, o que aumentou as apostas. Em setembro de 2023, a Guiana concedeu licenças de perfuração nas águas em disputa. Em dezembro de 2023, a Venezuela realizou um referendo com seu povo, perguntando se a região deveria se tornar um estado da Venezuela e sua população se tornar cidadãos, entre outras questões. Embora a participação tenha sido relatada como baixa, o governo venezuelano declarou que os resultados mostraram um apoio avassalador para tal ação. A Venezuela então tomou medidas adicionais para pressionar sua reivindicação, como publicar mapas mostrando o território anexado ao país e anunciar planos para desenvolver a região.
Em resposta às ações da Venezuela, outros países apoiaram a posição da Guiana, incluindo Brasil, Reino Unido e EUA. O Brasil enviou tropas para sua fronteira com a região e os EUA realizaram exercícios militares com a Guiana. A CIJ (Corte Internacional de Justiça) alertou a Venezuela para não tomar nenhuma ação direta na região, pois um julgamento está agendado para o início de 2024, e o grupo regional do Mercosul instou as partes a encontrarem uma solução pacífica.
Em 14 de dezembro de 2023, Ralph Gonsalves, o primeiro-ministro de São Vicente e Granadinas, sediou uma reunião dos líderes da Guiana e da Venezuela, como uma iniciativa da Comunidade de Estados Latino-Americanos e Caribenhos, da qual ele atualmente lidera. Oficiais da Comunidade do Caribe, Brasil, Colômbia e das Nações Unidas também estiveram presentes. Os líderes concordaram em não usar nenhuma força ou aumentar a tensão. Uma declaração conjunta afirmou que ambos os países resolverão a disputa de acordo com o direito internacional, apesar de acrescentar que a Venezuela não reconhece a jurisdição da CIJ.
Em março de 2024, a Venezuela aprovou uma lei que designa o Essequibo como um novo estado da Venezuela, governado a partir da cidade de Tumeremo. A lei foi submetida ao Supremo Tribunal para validar sua constitucionalidade.
Espera-se que novas negociações no Brasil ocorram até abril de 2024.

## Antecedentes

### Colônias holandesas
O Essequibo começou como uma colônia dos holandeses e foi fundado por colonos da primeira colônia zeelandesa, Pomeroon, conquistada em 1581, que foi destruída por espanhóis e guerreiros locais por volta de 1596. Liderados por Joost van der Hooge, os zeelandeses viajaram para uma ilha chamada Kyk-Over-Al, perto do rio Essequibo (na verdade, um afluente chamado Mazaruni). A colonização holandesa das Guianas ocorreu principalmente entre as bocas do rio Orinoco a oeste e o rio Amazonas a leste. Em 1658, o cartógrafo Cornelis Goliath criou um mapa da colônia e fez planos para construir uma cidade, chamada "Nova Middelburg", mas a Segunda Guerra Anglo-Holandesa (1665-1667) pôs fim a esses planos. O Essequibo foi ocupado pelos britânicos em 1665 (juntamente com todas as outras colônias holandesas nas Guianas) e depois saqueado pelos franceses. Nos anos seguintes, os zeelandeses enviaram um esquadrão de navios para retomar a área. Enquanto a colônia do Suriname foi capturada dos ingleses por Abraham Crijnssen, o Essequibo, então abandonado, foi ocupado por Matthys Bergenaar.

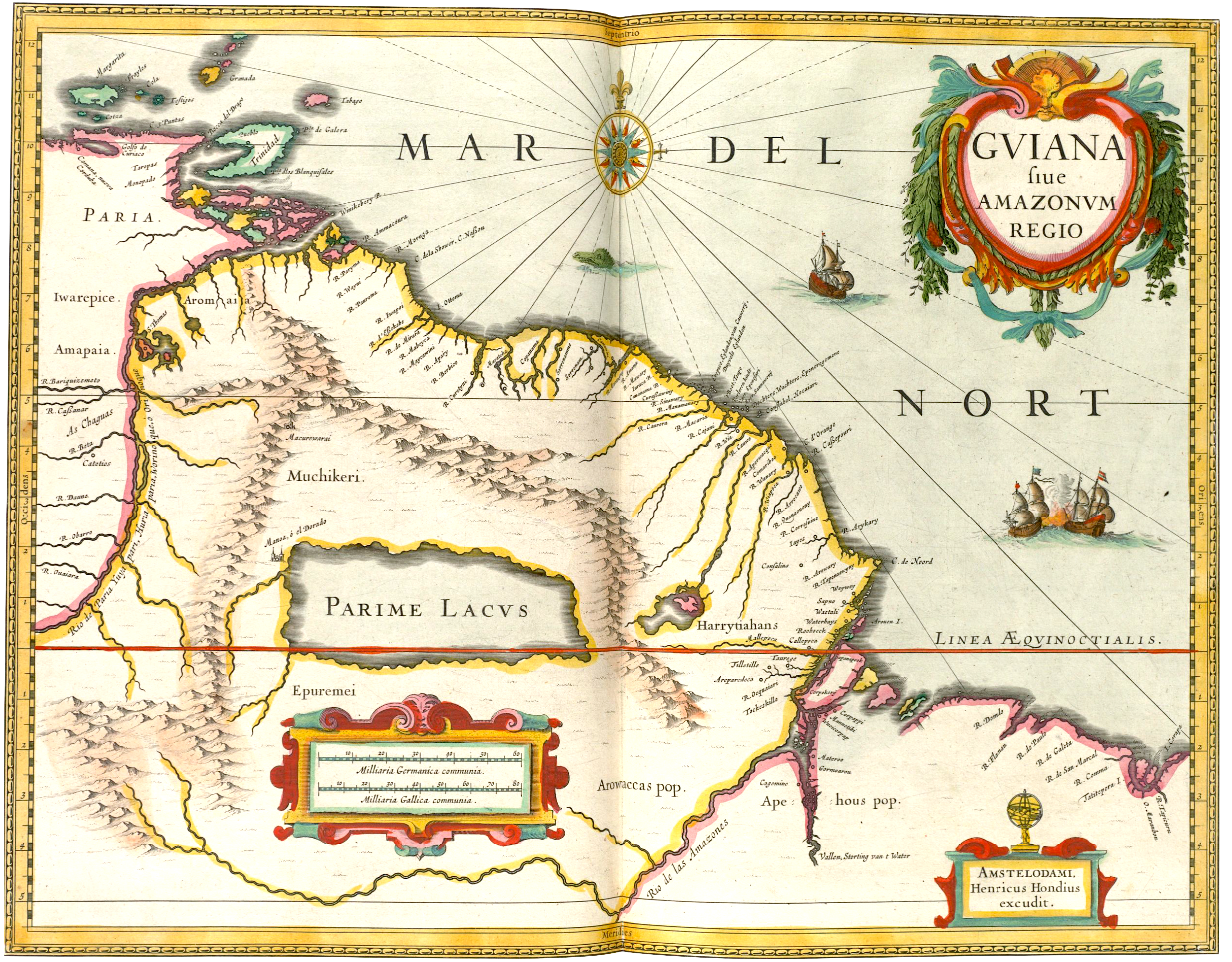
Um mapa da Guiana Holandesa de Hendrik Hondius I, 1638.

Após 1745, o número de fazendas ao longo do rio Demerara e seus afluentes aumentou rapidamente, resultando na colônia de Demerara. Em particular, colonos britânicos de Barbados começaram a se estabelecer aqui. Após 1750, um comandante da população britânica foi designado, dando-lhes sua própria representação. Por volta de 1780, um pequeno assentamento central foi estabelecido na foz do rio Demerara, que recebeu o nome de Stabroek em 1784, em homenagem a um dos diretores da Companhia das Índias Ocidentais. Um grupo de corsários britânicos capturou Essequibo e Demerara em 24 de fevereiro de 1781, mas não permaneceu. Em março, dois barcos de uma esquadra da Marinha Real sob o comando do Almirante Lord Rodney aceitaram a rendição da "Colônia de Demerara e do Rio Essequibo". De 27 de fevereiro de 1782 a fevereiro de 1783, os franceses ocuparam a colônia depois de compelir o Governador Robert Kinston a se render. A paz de Paris, que ocorreu em 1783, devolveu esses territórios aos holandeses.

### Guiana Britânica

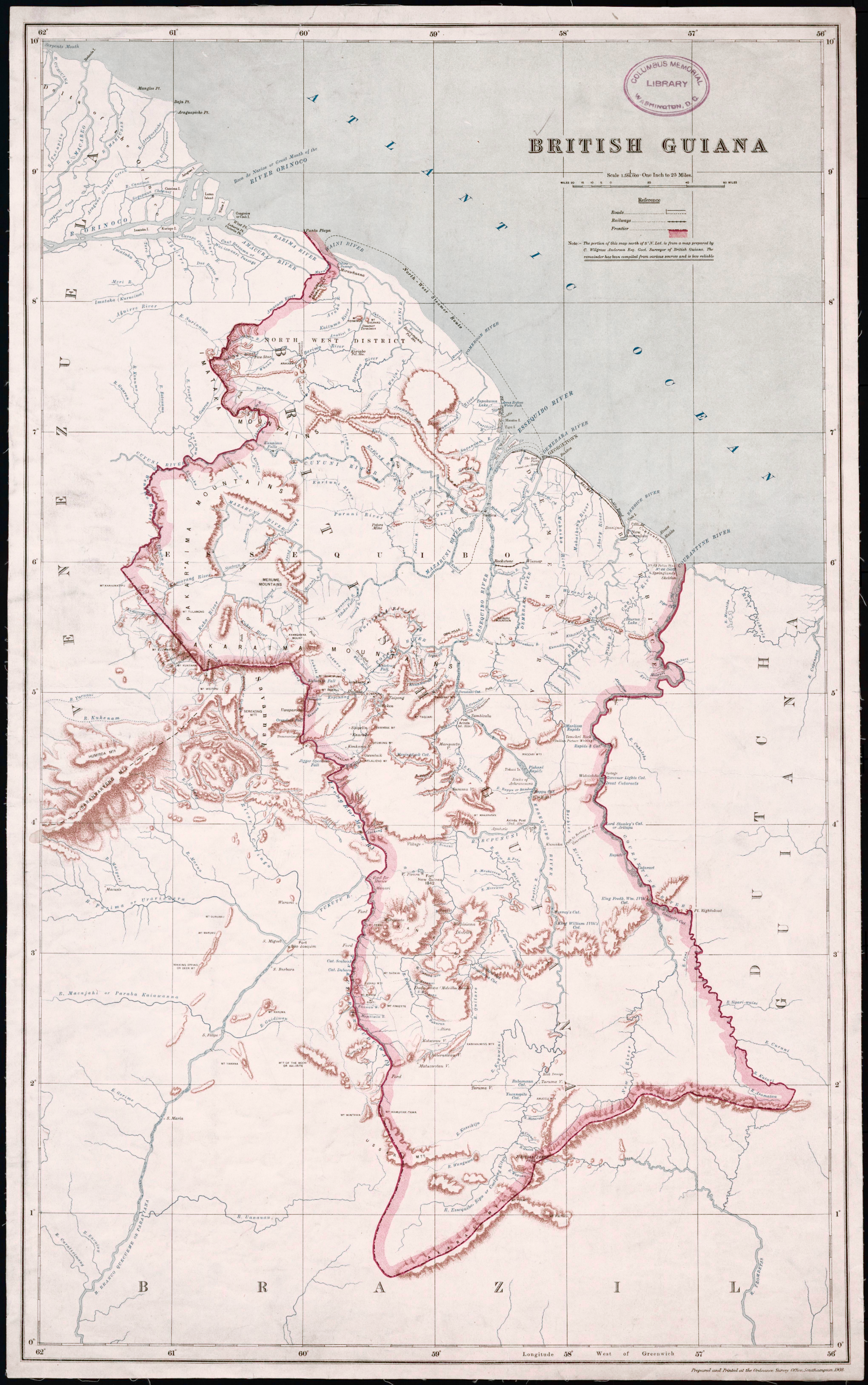
Mapa da Guiana Inglesa em 1908.

Em 1796, o Essequibo foi permanentemente ocupado pelos britânicos e, até 1800, Essequibo e Demerara juntas tinham cerca de 380 fazendas de cana-de-açúcar. No entanto, também se envolveram em uma das disputas de fronteira mais persistentes da América Latina, porque a nova colônia tinha o rio Essequibo como sua fronteira oeste com a Capitania-Geral da Venezuela, então sob domínio espanhol. Embora a Espanha ainda reivindicasse a região, os espanhóis não contestaram o tratado porque estavam preocupados com as lutas pela independência de suas próprias colônias. Em 1822, o líder da independência Simón Bolívar ordenou a seu representante em Londres, José Rafael Revenga, que apresentasse uma reclamação oficial às autoridades britânicas, escrevendo: "Os colonos de Demerara e Berbice usurparam uma grande parte de terra que, segundo os últimos tratados entre Espanha e Holanda, nos pertence deste lado do rio Essequibo. (...) que esses colonos se submetam à jurisdição e obediência de nossas leis ou se retirem para suas antigas posses". Após a Venezuela obter sua independência em 1830, definiu suas fronteiras como aquelas que compunham a antigo Capitania-Geral da Venezuela, incluindo a região do Essequibo. Em 21 de julho de 1831, Demerara-Essequibo foi unida a Berbice para criar a Guiana Britânica.
Sob os auspícios da Real Sociedade Geográfica, o explorador e naturalista de origem alemã Robert Hermann Schomburgk conduziu explorações botânicas e geográficas na Guiana Britânica em 1835. Isso resultou em um esboço do território com uma linha marcando o que ele acreditava ser a fronteira ocidental reivindicada pelos holandeses. Como resultado disso, em 1840, ele foi contratado pelo governo britânico para delimitar as fronteiras da Guiana. Esse levantamento resultou no que ficou conhecido como "Linha Schomburgk". A linha ultrapassou bastante a área de ocupação britânica e deu à Guiana Britânica o controle da foz do rio Orinoco. O esboço inicial de Schomburgk, publicado em 1840, foi a única versão da "Linha Schomburgk" publicada até 1886, o que levou a acusações posteriores do presidente dos Estados Unidos, Grover Cleveland, de que a linha havia sido estendida "de maneira misteriosa".
Em 1850, a Grã-Bretanha e a Venezuela chegaram a um acordo no qual aceitaram não colonizar o território disputado, embora não tenha sido estabelecido onde esse território começava e terminava. A disputa foi deixada de lado por muitos anos até que ouro foi descoberto na região, o que prejudicou as relações entre o Reino Unido e a Venezuela. Naquele ano, a Venezuela reiterou sua reivindicação até o rio Essequibo, à qual os britânicos responderam com uma contra-reivindicação incluindo toda a bacia do Cuyuni, embora fosse uma reivindicação apenas no papel, que os britânicos nunca tencionavam prosseguir.
Em outubro de 1886, a Grã-Bretanha declarou a Linha Schomburgk como a fronteira provisória da Guiana Britânica e, em fevereiro de 1887, a Venezuela rompeu relações diplomáticas. Em 1894, a Venezuela apelou aos Estados Unidos para intervir, citando a Doutrina Monroe como justificativa. Os Estados Unidos não queriam se envolver, apenas sugerindo a possibilidade de arbitragem.
Durante a crise venezuelana de 1895, o Reino Unido e a Venezuela tentaram resolver a disputa territorial. A Venezuela argumentou que a Espanha, cujo território havia adquirido, controlava terras desde o rio Orinoco até o rio Amazonas, na atual região brasileira. A Espanha, segundo a Venezuela, designou apenas seu território reivindicado da Guiana para os holandeses, o que não incluía muitas terras dentro do território disputado. Enquanto isso, a Grã-Bretanha, que havia adquirido o território holandês, afirmou que a região da Guiana disputada não era espanhola porque era tão remota e não controlada. Explicaram que os nativos originais da terra haviam compartilhado o território com os holandeses em vez dos espanhóis e, portanto, estavam sob influência holandesa e britânica. Em 3 de outubro de 1899, o Tribunal decidiu amplamente a favor da Grã-Bretanha. A Linha Schomburgk foi estabelecida como a fronteira entre a Guiana Britânica e a Venezuela, com duas derivações. Uma delas foi que a Venezuela recebeu o ponto Barima na foz do Orinoco, dando-lhe controle incontestável do rio e, portanto, a capacidade de cobrar tarifas sobre o comércio venezuelano. A segunda colocou a fronteira no rio Wenamu em vez do rio Cuyuni, dando à Venezuela um território substancial a leste da linha. No entanto, a Grã-Bretanha recebeu a maior parte do território disputado e todas as minas de ouro.
Em 1949, o jurista americano Otto Schoenrich entregou ao governo venezuelano um memorando escrito por Mallet-Prevost, que foi escrito em 1944 para ser publicado apenas após sua morte. Mallet-Prevost deduziu do comportamento privado dos juízes que havia ocorrido um acordo político entre Rússia e Grã-Bretanha, e afirmou que o presidente russo do painel, Friedrich Martens, havia visitado a Grã-Bretanha com os dois árbitros britânicos no verão de 1899 e posteriormente ofereceu aos dois juízes americanos a escolha entre aceitar uma decisão unânime nos termos acordados, ou uma opinião majoritária de 3 a 2 ainda mais favorável à Grã-Bretanha. A alternativa seguiria inteiramente a Linha Schomburgk e daria à Grã-Bretanha a foz do Orinoco. Mallet-Prevost disse que os juízes americanos e o conselho venezuelano ficaram chocados com a situação e consideraram a opção de 3 a 2 com uma opinião minoritária fortemente redigida, mas acabaram concordando com Martens para evitar privar a Venezuela de ainda mais território. Este memorando levou a reclamações da Venezuela nas Nações Unidas em 1962.

### Guiana
A Venezuela assinou o Acordo de Genebra em 1966 com o Reino Unido antes da independência da Guiana, que ocorreu no mesmo ano, o qual estabeleceu bases para uma solução negociada para a disputa territorial. Cinco meses após a independência da Guiana, as tropas venezuelanas iniciaram a ocupação da ilha de Ankoko e ilhas circundantes em outubro de 1966, construindo rapidamente instalações militares e uma pista de pouso. Em 1969, ocorreu a revolta de Rupununi, em uma tentativa dos donos de fazendas secessionistas da Guiana.
Até 1970, após o vencimento da Comissão Mista estabelecida de acordo com o Acordo de Genebra de 1966, os presidentes Rafael Caldera e Forbes Burnham assinaram o Protocolo de Porto Espanha, que declarou uma moratória de 12 anos sobre a reivindicação da Venezuela sobre a Guiana Essequiba, com a finalidade de permitir que ambos os governos promovessem a cooperação e a compreensão enquanto a reivindicação de fronteira estivesse suspensa. Em 1983, o prazo do Protocolo de Porto Espanha expirou, fazendo o presidente venezuelano Luis Herrera Campins decidir não prorrogá-lo mais e retomar a reivindicação efetiva sobre o território.
No século XXI, o presidente venezuelano Hugo Chávez amenizou as tensões fronteiriças com a Guiana sob o conselho de seu mentor Fidel Castro e, em 2004, Chávez disse durante uma visita a Georgetown, que considerava a disputa encerrada. Em resposta à nacionalização por Chávez dos ativos petrolíferos pertencentes principalmente à ExxonMobil, esta liderou esforços para encontrar petróleo na vizinha Guiana nos anos 2000. A ExxonMobil esteve envolvida em múltiplas disputas com a Venezuela sobre tais ativos, sendo considerada por Steve LeVine, analista dos EUA, como muito litigiosa e "enviando um sinal" a outros que considerassem interferir em seus contratos, com múltiplas tentativas fracassadas de arbitragem ao longo de dezesseis anos, a mais recente submetida em 27 de novembro de 2023.

#### Guiana descobre poços de petróleo

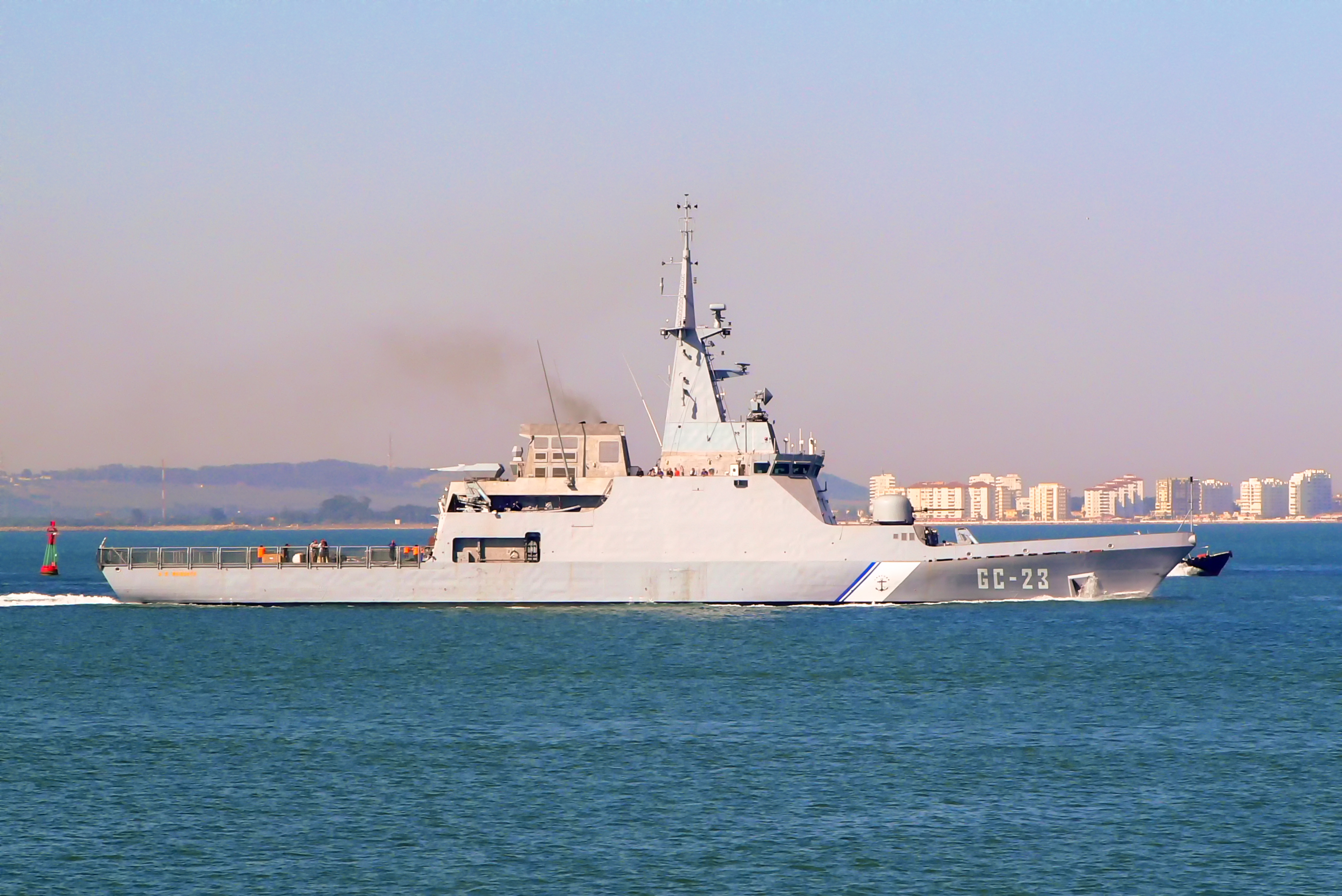
Barco patrulha venezuelano da classe Guaicamacuto semelhante ao Commandante Hugo Chavez, que capturou navios guianenses em janeiro de 2021.

A Guiana concedeu concessões à corporação petrolífera multinacional ExxonMobil, incluindo em áreas reivindicadas pela Venezuela.

A Venezuela tornou-se mais agressiva em relação à Guiana durante o mandato do presidente venezuelano Nicolás Maduro. A Marinha venezuelana deteve um navio de exploração de petróleo realizando levantamentos no leito marinho em nome do governo da Guiana em 10 de outubro de 2013, com o navio e sua tripulação sendo escoltados até a Ilha Margarita, na Venezuela, para serem processados. O Ministério das Relações Exteriores da Guiana afirmou que o navio estava em águas guianenses, mas seu homólogo venezuelano enviou uma nota diplomática à Guiana afirmando que o navio estava realizando pesquisas de petróleo em águas venezuelanas sem autorização do país, e exigiu uma explicação. Maduro visitou a Guiana e discutiu a disputa. Em Georgetown, Maduro afirmou que o Acordo de Genebra foi assinado por "um antigo governo do Acción Democrática e pelo antigo Império Britânico" como parte de uma "operação psicológica, por meio do desprezo e racismo, para invadir a Guiana".
A Guiana concedeu novas concessões de petróleo à ExxonMobil em 2014, cujos ativos venezuelanos Chávez havia nacionalizado sete anos antes. Em 2015, a Venezuela acusou a ExxonMobil de violar o direito internacional ao perfurar petróleo na Guiana, e uma pequena crise surgiu quando as autoridades guianenses apreenderam um navio venezuelano, o Yakuana, em águas territoriais da Guiana, com ambas as partes exigindo uma explicação uma da outra; mais tarde, concordaram em se reunir para tentar melhorar a delimitação das águas territoriais um do outro. Maduro anunciou em 2015 que levaria a disputa à Corte Internacional de Justiça (CIJ), e em 2018 a Guiana iniciou um processo de arbitragem contra a Venezuela para decidir a validade do Prêmio de Paris de 1899.
Entre 2015 e 2021, o Center for Strategic and International Studies relatou que aproximadamente 8 bilhões de barris de reservas de petróleo foram descobertos na Guiana, colocando-a entre os vinte principais países em reservas comprovadas de petróleo. Em 2023, a BBC News informou que a Guiana havia descoberto 11 bilhões de barris em reservas de petróleo. A Venezuela mais uma vez buscou arbitragem no Tribunal Internacional de Justiça, com o Ministro de Recursos Naturais da Guiana, Rafael Trotman, admitindo que a ExxonMobil havia apoiado financeiramente a Guiana em disputas legais, além de um "bônus de assinatura não divulgado" pago pela ExxonMobil, conforme afirmado pelo então presidente David Granger. O Gerente de País da ExxonMobil, Rod Henson, disse que os pagamentos eram habituais e usuais para acordos petrolíferos. Especialistas guianenses observaram que o governo havia ignorado preocupações ambientais e que a ExxonMobil não tinha supervisão, sendo frequentemente vista com altos funcionários. A ExxonMobil iniciou uma campanha de relações públicas e captura regulatória.

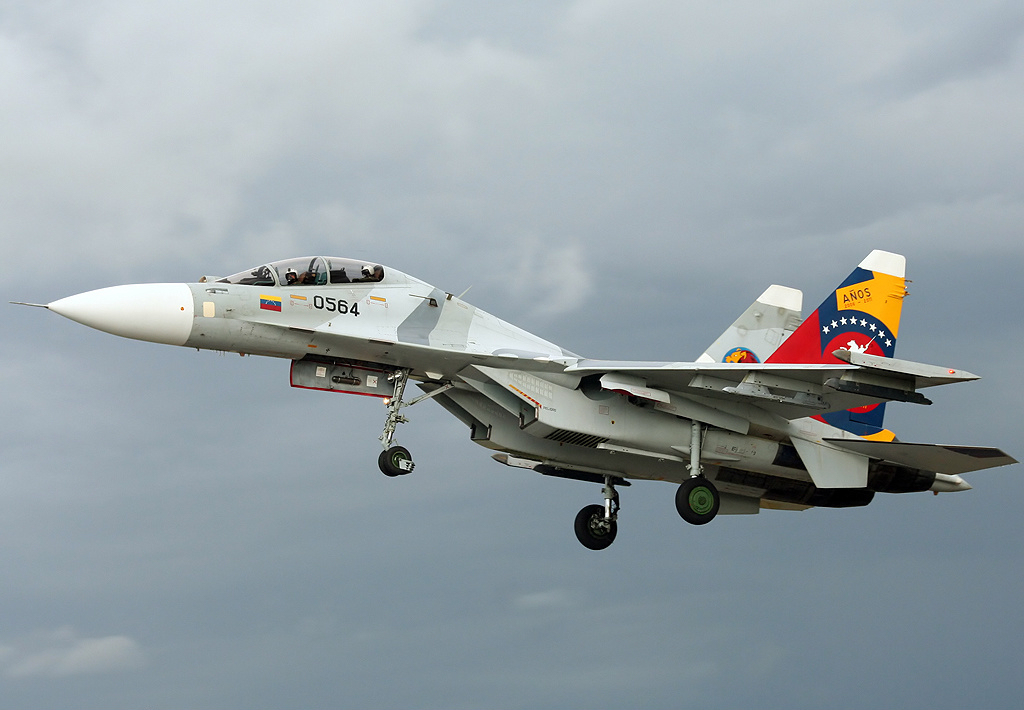
Um Sukhoi Su-30 venezuelano, semelhante aos dois caças que entraram no espaço aéreo da Guiana em março de 2021.

Em 7 de janeiro de 2021, o Presidente Maduro emitiu o Decreto Nº 4 415, reivindicando 200 milhas náuticas de leito marinho a partir do Delta do Orinoco para a Venezuela, estendendo-se até onde a Guiana fez descobertas de petróleo. Dias depois, em 21 de janeiro, o navio-patrulha da classe Guaicamacuto Commandante Hugo Chavez GC 24, capturou dois barcos de pesca guianenses dentro da Zona Econômica Exclusiva (ZEE) da Guiana. Meses depois, em 2 de março de 2021, dois caças Sukhoi Su-30 da Força Aérea Venezuelana realizaram voos rasantes a 460 metros (1.500 pés) sobre a cidade guianense de Eteringbang. O Ministro das Relações Exteriores da Guiana, Hugh Todd, respondeu ao incidente um dia depois, declarando que "a incursão de nosso território pelos dois caças venezuelanos é uma clara indicação de que o governo da Venezuela está disposto a usar agressão e intimidação para alcançar o que não pode ser alcançado por meios legais: a entrega pela Guiana de seu patrimônio".
Em abril de 2023, o CIJ decidiu que tem jurisdição sobre a disputa em um processo movido pela Guiana em 2018 para determinar qual nação controla o território disputado. Após novas descobertas de campos de petróleo e gás, em 19 de setembro de 2023, a Guiana autorizou seis empresas estrangeiras de petróleo, incluindo a ExxonMobil, a perfurar nas águas reivindicadas pela Venezuela. Em outubro, o presidente da ExxonMobil Guyana Limited (EMGL), Alistair Routledge, disse aos repórteres que "não fomos intimidados pela Venezuela... é por isso que ainda estamos trabalhando na Guiana. É por isso que esperamos continuar fazendo isso nas próximas décadas". A Guiana também criticou a Venezuela por rejeitar a prerrogativa do TIJ de decidir sobre o assunto.

## Linha do tempo

### Venezuela realiza referendo

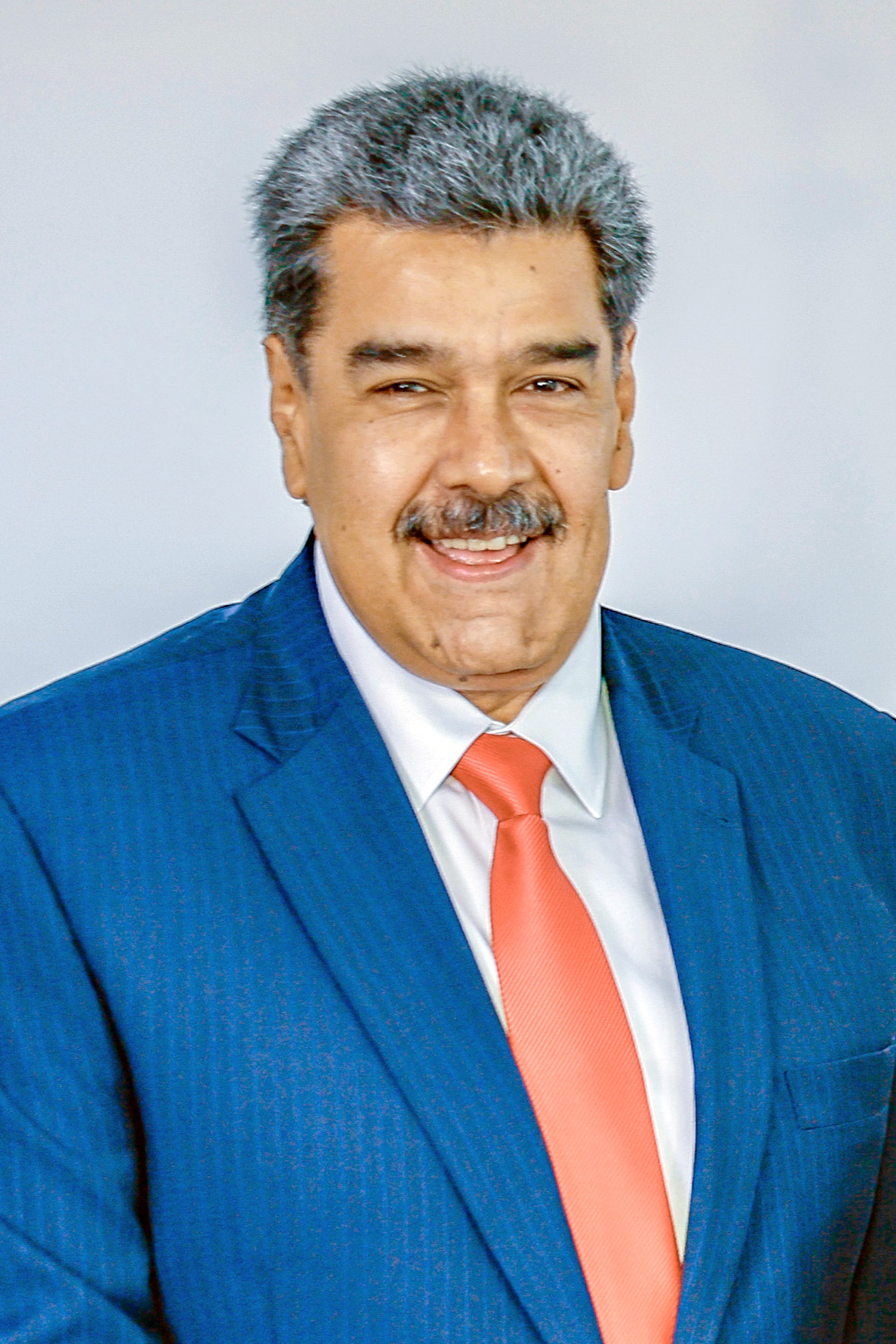
Nicolás Maduro, que lidera a Venezuela desde 2013, defende a realização de um referendo em 2023 para decidir o futuro político do país.

O governo de Nicolás Maduro promoveu um referendo consultivo na Venezuela para 3 de dezembro de 2023, no qual foram feitas cinco perguntas aos cidadãos, incluindo se concordavam em "opor-se, por todos os meios, de acordo com a lei, à reivindicação da Guiana de dispor unilateralmente de um mar pendente de delimitação, ilegalmente e em violação do direito internacional" e se estariam a favor de conceder nacionalidade venezuelana aos 125.000 habitantes de Guiana Essequiba. O governo criticou os "abusos da ExxonMobil" e o Comando Sul dos Estados Unidos, lançando uma campanha midiática que apelou ao patriotismo venezuelano.
A BBC News escreveu que a reivindicação da Venezuela sobre o Essequibo unifica chavistas e a oposição venezuelana "como nenhuma outra questão". Oliver Stuenkel observou que a disputa do Essequibo era altamente popular entre os venezuelanos de todo o espectro político, e mesmo grande parte da oposição a Maduro se absteve de boicotar ou denunciar o referendo com medo de parecerem não patrióticos. Líderes da oposição deram diferentes respostas ao referendo. A candidata presidencial da coalizão política de oposição, María Corina Machado, assegurou que não se consultava a soberania, mas sim se exercia, e pediu a suspensão do referendo para formar uma equipe nacional com o objetivo de apresentar uma reivindicação ao CIJ, enquanto Manuel Rosales e Henrique Capriles, ambos ex-candidatos presidenciais da oposição, foram a favor. Rosales convocou os venezuelanos a votar no referendo e Capriles anunciou que participaria do referendo. O referendo causou uma crise diplomática entre ambas as nações.

### Aumento militar
Em outubro de 2023, foi relatado que o exército venezuelano estava construindo uma pista de pouso perto da fronteira com o Essequibo da Guiana "para desenvolver" a região. O presidente da Guiana, Irfaan Ali, respondeu dizendo que o país não cederá "um centímetro" da região. A Guiana pediu à Venezuela que explicasse o acúmulo de suas tropas na fronteira, e o embaixador venezuelano Carlos Amador Pérez Silva afirmou que as tropas foram mobilizadas para conter a mineração ilegal na região.
No contexto de crescentes tensões entre os dois países, o principal partido de oposição da Guiana, a Aliança para a Mudança, pediu em 4 de novembro a proibição de venezuelanos com cidadania guianense de votar nas eleições, bem como a não concessão de cidadania a mais pessoas do país vizinho.
Representantes da Venezuela e da Guiana pediram em uma audiência realizada na CIJ em meados de novembro de 2023 que o tribunal reconhecesse sua soberania sobre o Essequibo. A Guiana também solicitou a revogação do referendo, alegando que a Venezuela pretendia anexar o território, pedido que o governo venezuelano rejeitou. O Primeiro-Ministro da Guiana, Mark Anthony Phillips, levou o caso para a Organização dos Estados Americanos (OEA), onde acusou a Venezuela de um acúmulo militar perto da fronteira do Essequibo e alertou sobre as consequências para a soberania da Guiana. O Secretário-Geral da OEA, Luis Almagro, a Comunidade do Caribe (CARICOM) e o governo dos Estados Unidos expressaram seu apoio à Guiana.
No dia 23 de novembro, oficiais militares de alta patente das Forças Armadas da Guiana e das Forças Armadas do Brasil se encontraram para um intercâmbio militar. O Brasil tem sido um forte apoiador da Guiana na disputa de fronteira.
Atualmente, o Brasil está tentando estabelecer mediação entre ambos os países para evitar um conflito armado. Duas equipes do Departamento de Defesa dos Estados Unidos estavam programadas para visitar a Guiana no final de novembro. A Guiana propôs estabelecer bases militares estrangeiras em seu país. O Exército Brasileiro se mobilizou em direção à fronteira de ambos os países, antecipando uma possível invasão venezuelana. Relatórios da inteligência brasileira no início de dezembro sugeriram uma iminente movimentação militar do Exército Venezuelano contra a Guiana nos próximos dias, levantando preocupações sobre a estabilidade regional e disputas territoriais na América do Sul.
O Ministério das Relações Exteriores do Brasil, o Itamaraty, realizou uma cúpula entre ministros de Relações Exteriores e de Defesa de países sul-americanos em 22 de novembro, onde o ministro das Relações Exteriores da Venezuela, Félix Osorio, afirmou que a Venezuela "pode ser forçada pelo povo a tomar medidas". No mesmo dia, o Brasil enviou o enviado especial Celso Amorim a Caracas, onde ele falou diretamente com Maduro, que lhe disse que não haveria guerra, mas o governo brasileiro permaneceu preocupado, e Amorim alertou que a situação poderia "sair do controle". Amorim afirmou que o Brasil "não aceitaria qualquer solução que não fosse pacífica".
Em 1 de dezembro, a Corte Internacional de Justiça ordenou à Venezuela que se abstivesse de tomar medidas para alterar o status quo na disputa de fronteira com a Guiana. "A corte observa que a situação que prevalece atualmente no território em disputa é que a Guiana administra e exerce controle sobre essa área", disse a juíza presidente Joan Donoghue. "A Venezuela deve abster-se de tomar qualquer medida que modifique essa situação", acrescentou ela. Em 4 de dezembro, o portal de defesa brasileiro DefesaNet publicou um artigo detalhando que uma fonte anônima de um oficial da Guiana afirmou que cerca de 200 forças especiais venezuelanas haviam entrado no território guianense disfarçadas de civis para conduzir sabotagem e outras operações preparatórias.
Em 6 de dezembro, os Ministros das Relações Exteriores da Venezuela,  Yván Gil, e da Guiana,Hugh Todd [en], tiveram uma ligação telefônica, a pedido da Guiana, e os países concordaram em "manter abertos os canais de comunicação", de acordo com o governo da Venezuela.

### Hasteamento da bandeira da Guiana e Venezuela
No final de novembro de 2023, o Presidente do Guiana, Irfaan Ali, se reuniu com soldados que guardam a fronteira entre ambos os países. Em um vídeo divulgado pelo governo, Ali ergueu a bandeira guianense em um evento na montanha Pakarampa na Guiana Essequiba, perto do estado de Bolívar da Venezuela, onde também fez um juramento de lealdade nacional. Após esses atos, o Ministro da Defesa da Venezuela, Vladímir Padrino López, declarou que as Forças Armadas Venezuelanas estarão "permanentemente vigilantes" de "qualquer ação que ameace" a "integridade territorial", pedindo à população para votar no referendo e acrescentando que o conflito "por enquanto" não é uma guerra. O governador de Zulia, Manuel Rosales, afirmou que a "Guiana Essequiba é cem por cento território venezuelano", argumentando que as ações da Guiana violaram o acordo de Genebra de 1966, e criticou o fato de a ONU e a OEA não terem se manifestado sobre o assunto.
Posteriormente, autoridades do governo venezuelano divulgaram um vídeo no qual indígenas locais trocavam uma bandeira guianense por uma venezuelana. O Presidente Irfaan Ali assegurou que tal substituição não ocorreu. Em dezembro, por meio de geolocalização, o grupo de jornalismo investigativo Bellingcat determinou que o vídeo foi gravado perto de Santa Elena de Uairén, no estado venezuelano de Bolívar, a 185 quilômetros de onde a Guiana hasteou sua bandeira, e não na Guiana Essequiba, como originalmente afirmado. O grupo venezuelano de verificação de fatos, Cazadores de Fake News, chegou à mesma conclusão em sua própria investigação, confirmando com quatro fontes na área que o vídeo não foi gravado na Guiana Essequiba.

### Referendo
Em um referendo consultivo realizado em 3 de dezembro, a maioria dos venezuelanos apoiou a anexação, segundo os primeiros resultados divulgados pelo Conselho Nacional Eleitoral (CNE), que afirmou que cada questão recebeu noventa e cinco por cento dos votos favoráveis. Analistas internacionais e a mídia relataram que a participação foi notavelmente baixa e que o governo venezuelano falsificou os resultados. Bharrat Jagdeo, vice-presidente da Guiana, disse em uma entrevista que está se preparando para o pior e que o governo está trabalhando com parceiros para fortalecer a "cooperação em defesa". Em antecipação ao referendo, a Commonwealth também emitiu um comunicado oferecendo seu "total apoio" à Guiana e instou "todos os membros das Nações Unidas" a respeitarem a decisão da CIJ (Corte Internacional de Justiça). Em 8 de dezembro, Maduro declarou em um comício político que havia nomeado vários funcionários para lidar com a incorporação do Essequibo e assinou vários decretos, no entanto, afirmou que esse processo seria concluído em um prazo "até 2030".

### Militarização da fronteira brasileira
José Múcio, Ministro da Defesa do Brasil, anunciou que não permitiria à Venezuela usar o território brasileiro para entrar na Guiana. Ele afirmou ter ordens da Presidência para "blindar a fronteira". No dia 8 de dezembro, o presidente brasileiro Lula advertiu Maduro contra "medidas unilaterais" por parte da Venezuela em relação ao Essequibo. O Exército Brasileiro também estava preocupado que a situação levasse à criação de bases militares americanas adicionais na região.
Espera-se que o Brasil triplique sua presença militar na fronteira. Movimentos expressivos de blindados e militares ocorreram em Pacaraima, na fronteira com a Roraima, e o Exército também foi visto em pontos estratégicos em Uiramutã. O clima entre as autoridades locais era de apreensão. Fontes dentro do Exército informaram a repórteres que não estavam detectando movimentos suspeitos ao longo da fronteira brasileira.
Em 29 de dezembro o Exército Brasileiro ativou o 18.º Regimento de Cavalaria Mecanizado, com base em Boa Vista, a partir do já existente 12.º Esquadrão de Cavalaria Mecanizado. A criação desta unidade já era considerada desde 2009, e o planejamento antes da crise era de ativá-la em 2026. Seu efetivo original de cerca de 200 militares terá que ser ampliado para 600. Os blindados do esquadrão eram sete VBTP-MR Guarani e mais alguns EE-9 Cascavel. 28 blindados foram planejados como reforços para dezembro, retirados do Paraná, Rio Grande do Sul e Mato Grosso do Sul: dezesseis Iveco LMV (Guaicurus), seis VBTP-MR Guarani e seis EE-9 Cascavel. Outra fonte cita doze Guaranis. Mais catorze Guaicurus serão enviados em 2025, por restrições orçamentárias. Duas rotas logísticas são citadas na imprensa: até Porto Velho em caminhões-cegonha e dali a Manaus e Boa Vista pela BR-319 ou de balsa (dependendo das condições meteorológicas), em 20 a 30 dias, ou até Belém e dali a Manaus de balsa, em até 21 dias.
Em 30 de novembro o Ministro da Defesa anunciou que o Exército reforçaria com 60 soldados os 70 já presentes no Pelotão Especial de Fronteira de Pacaraima. O Comando de Fronteira Roraima/7.º Batalhão de Infantaria de Selva recebeu uma companhia de fuzileiros adicional, tornando-se um batalhão de tipo III. O 1.º Batalhão Logístico de Selva foi também ampliado, com a previsão de chegada de mais funcionários das empresas IDV e Ares a seus centros de suporte logístico integrado. Munições para armas anticarro Carl Gustav e AT-4 seguiram a Roraima. A Força Aérea Brasileira contribuiu no envio de armamento, munição e equipamentos ao Exército em Boa Vista.
No dia 15 de dezembro, o Ministro da Defesa do Brasil, José Múcio, mencionou que o Brasil estava preparado para "tomar medidas mais enérgicas, se necessário, para garantir a integridade territorial brasileira". O jornal O Estado de S. Paulo relatou que a 1ª Brigada de Infantaria de Selva, sediada em Boa Vista, havia recebido dezenas de unidades do míssil antitanque brasileiro MSS-1.2. A adoção precoce do ATGM (míssil antitanque guiado), ainda em fase de avaliação, buscaria oferecer uma solução para a falta de capacidades dedicadas antitanque no Exército Brasileiro durante a crise na fronteira.

### Reações do governo brasileiro
No dia 23 de novembro, o Presidente do Brasil, Luiz Inácio Lula da Silva, enviou seu assessor especial, Celso Amorim à Venezuela para se encontrar com Nicolás Maduro, a fim de tratar do possível conflito na região. Lula também se pronunciou sobre o referendo venezuelano, dizendo que 'obviamente vai dar a Maduro [presidente da Venezuela] o que ele quer' e afirmou que o Brasil estava monitorando a situação. Ele destacou que 'o que a América do Sul não está precisando é de confusão' e desejou bom senso na disputa entre os dois lados.
No dia 4 de dezembro, a secretária especial para a América Latina e o Caribe do Ministério das Relações Exteriores do Brasil, Gisela Padovan, afirmou que o referendo venezuelano é um 'assunto interno' da Venezuela. Ela também mencionou que o Brasil mantém um diálogo de alto nível com os governos venezuelano e guianense, e espera uma solução pacífica entre os dois.
Segundo a CNN Brasil, o Presidente do Brasil estaria sinalizando a aliados a possibilidade de romper diplomaticamente com Nicolás Maduro, e estaria menos cético a um conflito armado do que o Itamaraty. Ele lamentou que Maduro tenha 'explodido' a ajuda brasileira à Venezuela para normalizar as eleições e tirar o país do isolamento."
No dia 8 de dezembro, o Comandante da Marinha, Almirante de Esquadra Marcos Sampaio Olsen, afirmou que a disputa "coloca em potencial risco os interesses nacionais" e encara o conflito como uma possível ameaça à manutenção da paz no entorno estratégico do Brasil. Ele afirmou que a Marinha está em prontidão para apoiar a política externa brasileira.
No dia 9 de dezembro, Lula e Maduro conversaram por telefone sobre a situação da Guiana. O governo afirmou que Lula falou a respeito da declaração dos países do Mercosul e destacou a tradição de diálogo e paz na região, enfatizando sua posição contrária a medidas unilaterais que elevem a tensão na região.

### Venezuela reivindica Essequibo

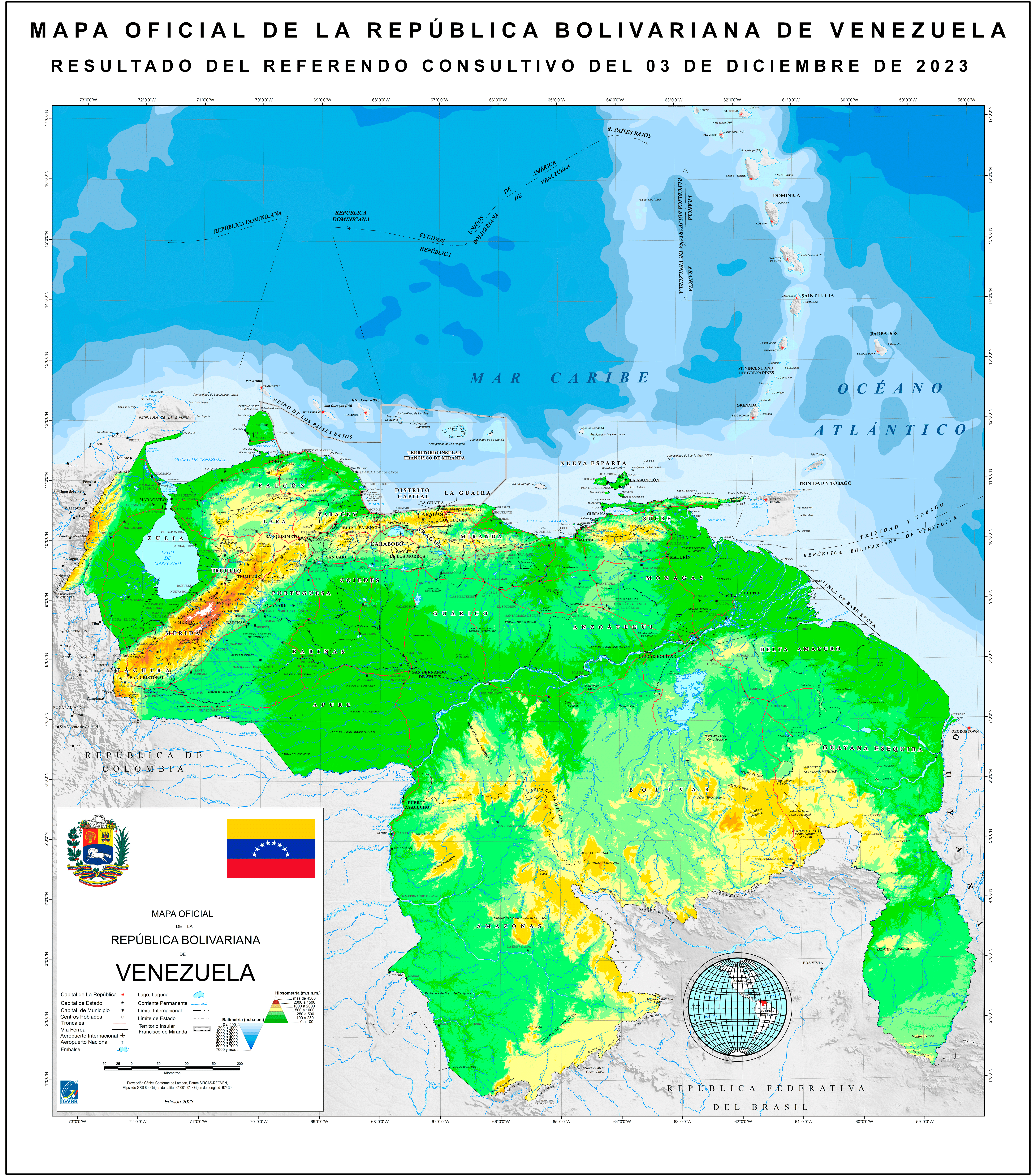
Entre seus decretos logo após o referendo, Maduro ordenou a publicação de um novo mapa, incluindo o território de Esequibo, 'em todas as escolas, entidades públicas, universidades e 'em todas as casas' no país.

No dia 4 de dezembro, o Comandante Estratégico das Forças Armadas Nacionais Bolivarianas da Venezuela, Domingo Hernández Lárez, fez várias postagens nas redes sociais mostrando militares venezuelanos trabalhando na reparação ou construção de novas estradas, pontes, pistas de pouso e outras infraestruturas na fronteira com a região do Essequibo, que ele descreveu como "nossas rotas guianenses". No dia 5 de dezembro, o presidente venezuelano Nicolás Maduro anunciou que em breve permitiria a exploração de recursos como gás, petróleo e depósitos minerais dentro da Guiana Esequiba. Ele também anunciou subsidiárias locais de empresas estatais venezuelanas PDVSA e CVG no Essequibo. No mesmo dia, o presidente brasileiro Luiz Inácio Lula da Silva afirmou que faria uma visita presidencial à Guiana no próximo ano, o que analistas interpretaram como um sinal de que o Brasil não toleraria ações militares venezuelanas. Em 6 de dezembro, Lula anunciou uma cúpula com o enviado especial Celso Amorim e o Ministro das Relações Exteriores Mauro Vieira. O Exército Brasileiro informou à CNN Brasil que havia detectado um aumento na presença militar venezuelana ao longo da fronteira com a Guiana, embora tenha avaliado que o acúmulo por si só ainda não indicava uma invasão iminente.
O presidente da Guiana disse à mídia brasileira que o presidente Lula lhe assegurou que o Brasil apoiaria a Guiana e agradeceu pela posição "madura" do Brasil, enquanto caracterizava a Venezuela como "imprevisível" e "temerária". Ele afirmou que estavam trabalhando com o Comando Sul dos Estados Unidos e esperavam "declarações fortes" serem feitas nas próximas 24 horas. Os Estados Unidos também anunciaram exercícios militares com as forças da Guiana.

### Detenções e mandados de prisão na Venezuela
No mesmo dia, o governo venezuelano emitiu mandados de prisão para três membros da equipe da candidata política da oposição, María Corina Machado, acusando-os de participar de um suposto plano de sabotagem ao referendo de 3 de dezembro, supostamente financiado pela Exxon Mobil. Também confirmou a detenção de um cidadão americano, Savoi Janson Wright, acusado de financiá-los. Naquela noite, o presidente da ONG venezuelana Súmate, Roberto Abdul, que também ajudou na organização das primárias presidenciais da oposição, foi detido por agentes do Serviço Bolivariano de Inteligência.
O governo venezuelano também emitiu ordens contra líderes da oposição e chavistas dissidentes, incluindo Yon Goicoechea, Juan Guaidó, Julio Borges, Andrés Izarra, David Smolansky, Lester Toledo, Carlos Vecchio, Leopoldo López e Rafael Ramírez, acusando-os de participar de uma conspiração para boicotar e sabotar o referendo.

### Helicóptero guianense desaparecido
Em 6 de dezembro, um helicóptero Bell 412 das Forças Armadas da Guiana desapareceu a caminho de Georgetown-Camp Ayanganna para Arau, localizado diretamente ao longo da fronteira venezuelana em Essequibo. A aeronave transportava uma tripulação de 3 e 4 passageiros e era pilotada pelo Tenente-Coronel Michael Charles da GDF. De acordo com o Chefe do Estado-Maior do exército guianense, Omar Khan, não havia indicações de que a aeronave tenha sido derrubada do céu. As autoridades haviam afirmado que havia "mau tempo" na região. Cinco soldados da GDF foram mortos:
- Brigadeiro (aposentado) Gary Beaton
- Coronel Michael Shahood
- Tenente-Coronel Michael Charles
- Tenente-Coronel Sean Welcome
- Sargento-Mor Jason Khan

O Tenente-Coronel Andio Michaeal Crawford e o Cabo Dwayne Jackson sobreviveram.

### Envolvimento militar dos Estados Unidos
No dia 7 de dezembro, os Estados Unidos anunciaram que conduzirão uma série de operações aéreas conjuntas com as Forças de Defesa da Guiana (GDF) para fortalecer a colaboração em segurança entre os dois países, de acordo com o Comando Sul dos Estados Unidos. Os exercícios têm caráter rotineiro e buscam, além de reforçar a cooperação entre as duas forças, fortalecer a colaboração regional, conforme declaração do Comando Sul dos Estados Unidos. Além dos exercícios, os Estados Unidos "continuarão sua colaboração com a GDF nas áreas de preparação para desastres, segurança aérea e marítima, e combate a organizações criminosas transnacionais." Os Estados Unidos, que realizam exercícios militares conjuntos regulares com o país sul-americano há anos, "manterão seu compromisso como parceiro de segurança confiável da Guiana e promoverão a cooperação e interoperabilidade regional".
Vladimir Padrino López, ministro da Defesa da Venezuela, descreveu as ações dos Estados Unidos como uma "provocação", afirmando que a Venezuela "não será desviada de nossas ações futuras para a recuperação do Essequibo".

### Anúncio de conversas
O Primeiro-Ministro de São Vicente e Granadinas, Ralph Gonsalves, enviou cartas em 9 de dezembro aos presidentes Ali e Maduro, dizendo que sua nação sediaria discussões sobre o conflito ao lado do Presidente Lula e do Secretário-Geral da ONU, Guterres, escrevendo "Vamos todos nos comprometer a tornar este encontro histórico um sucesso. Há tanto em jogo para nossa civilização caribenha e latino-americana." Foi anunciado que as discussões seriam mediadas pela Comunidade do Caribe (CARICOM) e pela Comunidade de Estados Latino-Americanos e Caribenhos (CELAC). Ali e Maduro concordaram com as conversações, e uma data proposta de 14 de dezembro foi anunciada. Após uma ligação telefônica com Lula, o Presidente Maduro afirmou que buscava "paz e compreensão". Representantes de ambas as nações reafirmaram suas posições sobre a disputa; a Venezuela continuou reivindicando sua soberania sobre a região de Essequibo, enquanto a Guiana afirmou que uma determinação pela CIJ (Corte Internacional de Justiça) deve ser feita.
No dia 14 de dezembro, altos representantes (incluindo os presidentes) da Venezuela e da Guiana se encontraram em São Vicente e Granadinas e concordaram em não utilizar qualquer força e em não aumentar as tensões sobre o Esequiba. Um comunicado conjunto afirmou que ambos os países resolverão a disputa de acordo com o direito internacional, apesar de adicionar que a Venezuela não reconhece a jurisdição da Corte Internacional de Justiça sobre o caso. Autoridades da CARICOM, Brasil, Colômbia, Nações Unidas e CELAC também participaram da reunião. Novas conversações foram agendadas para ocorrerem no Brasil dentro de três meses a partir do encontro.

### Envolvimento militar do Reino Unido

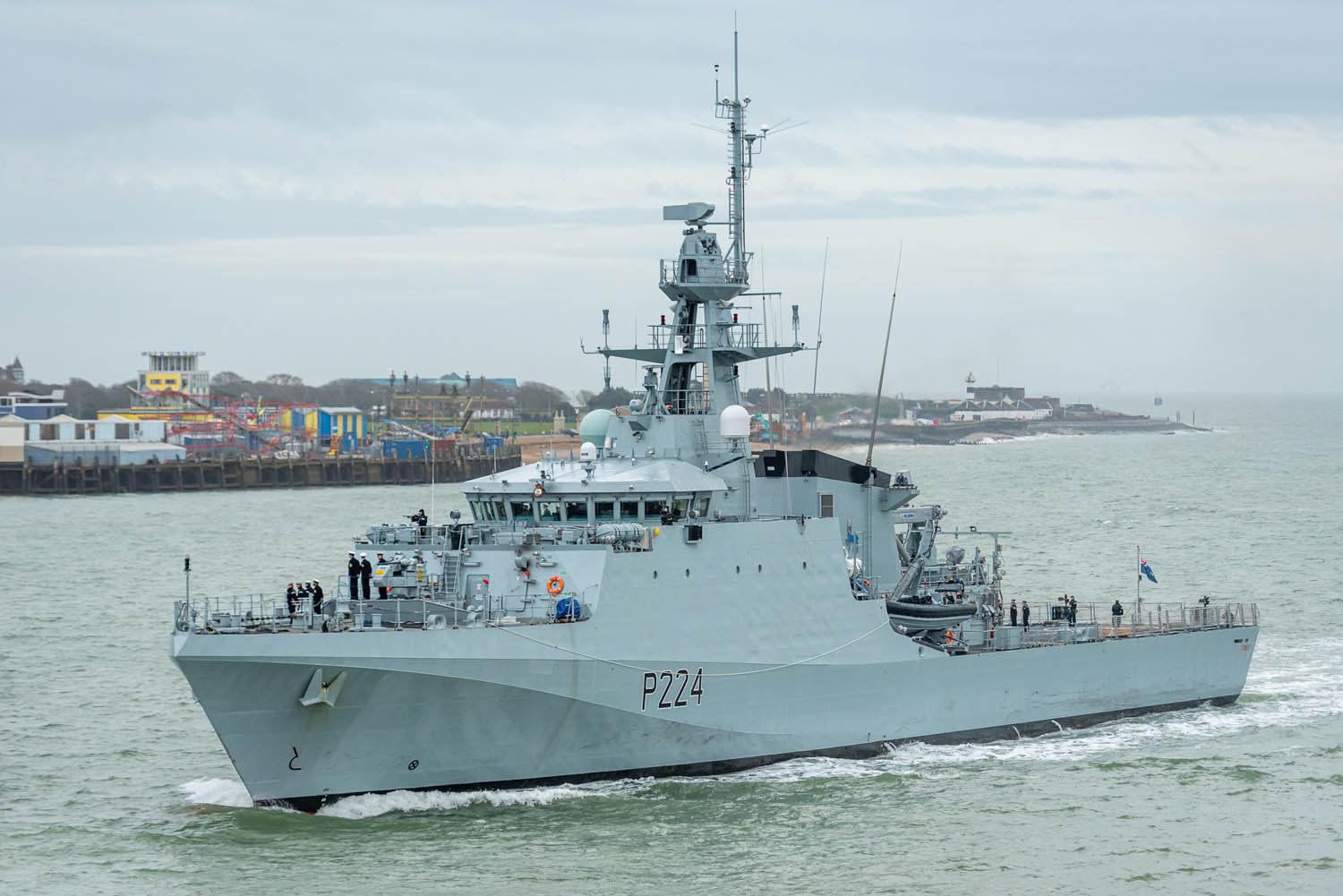
No final de dezembro, o Reino Unido anunciou o envio do HMS Trent (P224) para a Guiana.

Em 17 de dezembro, o ministro do Reino Unido para as Américas e o Caribe, David Rutley, visitou a Guiana e declarou: "Estou na Guiana... para oferecer o total apoio do Reino Unido aos nossos amigos guianenses". Rutley também se encontrou com embaixadores dos Estados Unidos, França, Canadá e União Europeia para discutir o apoio internacional à Guiana na disputa.
Em 24 de dezembro, o Reino Unido anunciou o envio de um navio de guerra (HMS Trent) para a costa da Guiana sem mencionar a Venezuela. O ministro da Defesa da Venezuela, Vladimir Padrino, afirmou nas redes sociais que a Venezuela permaneceria "em alerta diante de provocações que colocam em risco a paz e a estabilidade do Caribe e da nossa América".
Em 28 de dezembro, o presidente venezuelano Nicolás Maduro ordenou que mais de 5.600 militares venezuelanos realizassem exercícios militares "defensivos" em resposta ao deslocamento do HMS Trent para a Guiana.

### Ampliação de base militar venezuelana
Em resposta aos supostos movimentos militares venezuelanos, o Brasil reforçou sua guarnição em Boa Vista com 600 militares e 20 veículos blindados em 2 de fevereiro de 2024. Em 9 de fevereiro, o Centro de Estudos Estratégicos Internacionais (CSIS) informou sobre obras de ampliação e aumento de unidades em uma base militar venezuelana na Ilha Anacoco que faz fronteira com a Guiana. Vídeos de contas militares venezuelanas nas redes sociais e imagens de satélite da Maxar que foram divulgados nas semanas que antecederam a reunião de 25 de janeiro em Brasília mostraram a construção de uma nova base de tanques na selva, bem como a presença de vários veículos, como o IAI Arava e um helicóptero Mi-17; veículos blindados de combate EE-11 Urutu, Scorpion 90 e Cadillac Gage Commando; e uma ponte Mabey Campact 200. Christopher Hernandez-Roy, do CSIS, referiu-se ao aumento de tropas venezuelanas como um indicativo de que Maduro ''segue uma política dúbia". O general venezuelano Domingo Hernández Lárez, comandante da Campanha Operacional Estratégica das Forças Armadas Nacionais Bolivarianas, referiu-se às imagens de satélite no relatório do CSIS como sendo ''espionagem imperialista norte-americana [...] a serviço de seus sipaios''.

### Promulgação de lei que anexa a Guiana Essequiba
Em dezembro de 2023, a criação de uma lei que visa anexar a região da Guiana Essequiba começou a ser discutida na Assembleia Nacional da Venezuela. No dia 3 de abril de 2024, Nicolás Maduro promulgou a chamada Lei Orgânica para a Defesa de Essequibo, lei essa que anexa a região em disputa ao território venezuelano ao menos no papel. No mesmo dia, Maduro acusou os Estados Unidos de instalarem bases militares secretas na região em disputa.

## Reação internacional
A crise provocou uma forte reação internacional, com vários países e organizações expressando sua preocupação e apelando à moderação e ao diálogo. Os Estados Unidos, Reino Unido, Canadá, União Europeia, Brasil, Colômbia, Chile, Peru, México, Argentina, Uruguai, Paraguai, Costa Rica, Panamá, Jamaica, Suriname, Trinidad e Tobago, Comunidade do Caribe e a Organização dos Estados Americanos reconheceram a soberania da Guiana sobre a Guiana Essequiba e apoiaram a decisão da CIJ.
A Rússia, China, Irã, Turquia, Cuba, Nicarágua, Bolívia, África do Sul, Zimbábue, Argélia, Síria, Líbano, Palestina e o Movimento dos Países Não Alinhados expressaram sua solidariedade com a Venezuela e rejeitaram a interferência externa na disputa.

### Governos
- O Presidente do Brasil Luiz Inácio Lula da Silva expressou preocupação sobre a crise, afirmando: "Não queremos e não precisamos de guerra na América do Sul."[136]
- O Ministério das Relações Exteriores da Índia pediu por uma resolução pacífica e para evitar uma escalada, afirmando ainda que o país está "monitorando de perto a questão da fronteira" no Esequibo.[137]
- A Ministra das Relações Exteriores e Comércio Exterior da Jamaica, Kamina Johnson-Smith, expressou apoio à Guiana e anunciou que "a Guiana pode continuar contando com o apoio da Jamaica à posição da Comunidade do Caribe na defesa de seus direitos soberanos e integridade territorial".[138]
- O Presidente da Nicarágua, Daniel Ortega, parabenizou a Venezuela por seu referendo, dizendo que demonstrou a dedicação da Venezuela "à paz e ao futuro na fraternidade das nações do mundo".[139]
- O Ministro das Relações Exteriores do Suriname, Albert Ramdin, afirmou que, apesar da disputa do Suriname com a Guiana sobre a Área Tigri, este "apoia a integridade territorial da Guiana", enfatizando que o Suriname é a favor "da paz na região e não deseja um conflito armado".[140]
- O Ministério das Relações Exteriores da Ucrânia [en] pediu à Venezuela que respeitasse a autoridade da decisão de 1º de dezembro da CIJ e afirmou que a Guiana e a Venezuela "devem cumprir com a Ordem legalmente vinculativa da Corte Internacional de Justiça sobre medidas provisórias e não devem recorrer a ações unilaterais que possam agravar a situação".[141]
- O Reino Unido, por meio do Ministério das Relações Exteriores, condenou as ações da Venezuela, descrevendo-as como "injustificadas" e declarando que estas "devem cessar".[142] Em 18 de dezembro de 2023, David Rutley, Subsecretário de Estado Parlamentar para as Américas e o Caribe, chegou à Guiana, afirmando que o Reino Unido ofereceu seu "apoio incondicional aos nossos amigos da Guiana" e que "[a] questão da fronteira foi resolvida há mais de 120 anos ... Recebemos com satisfação o recente acordo da Venezuela ... de se abster do uso da força e de qualquer escalada adicional."[143]
- O Secretário de Estado dos Estados Unidos, Antony Blinken, assegurou ao presidente da Guiana, Mohamed Irfaan Ali, em uma ligação telefônica em 6 de dezembro, que a Guiana tem o "apoio incondicional" dos Estados Unidos.[144] O Secretário de Imprensa do Pentágono, John Kirby, afirmou em 7 de dezembro que os Estados Unidos "defenderão absolutamente nosso apoio inabalável à soberania da Guiana".[145]

### Organismos internacionais
- Em um comunicado conjunto, a CARICOM afirmou que "espera sinceramente que a Venezuela não esteja levantando a possibilidade de usar a força ou meios militares para impor sua vontade nesta controvérsia territorial. Afinal, tem sido a posição de longa data dos países da América Latina e do Caribe, incluindo a Venezuela, que nossa região deve permanecer como uma zona de paz."[146] Em relação ao referendo venezuelano, a CARICOM declarou que "o direito internacional proíbe estritamente o governo de um Estado de apreender, anexar ou incorporar unilateralmente o território de outro Estado. Um voto afirmativo como mencionado abre a porta para a possível violação desse princípio fundamental do direito internacional", e condenou a redação de duas questões do referendo que dizem que a Venezuela iria reforçar suas reivindicações ao território "por todos os meios", sugerindo que a Venezuela poderia usar a força.[146]
- Respondendo ao referendo venezuelano, a Secretária-Geral da Comunidade das Nações, Patricia Scotland, disse que a Commonwealth "reafirma seu firme e inabalável apoio à manutenção e preservação da integridade territorial e soberana da Guiana, e ao exercício incondicionado de seus direitos para desenvolver todo o seu território em benefício de seu povo."[147]
- Josep Borrell pediu uma solução pacífica e para evitar ações unilaterais, destacando que tais ações poderiam "colocar em risco a estabilidade da região."[148]
- Em 7 de dezembro, os Estados membros do bloco comercial do Mercosul realizaram uma cúpula e discutiram a crise. A Venezuela não estava presente, pois foi suspensa em 2016 por violar a cláusula democrática do bloco.[149] Lula afirmou que o Brasil estava buscando uma solução pacífica e ofereceu-se para mediar a situação.[150]

## Análises e avaliações de capacidade militar
Os analistas observaram que a decisão da administração Maduro de convocar um referendo pode ser uma tentativa de desviar a atenção dos problemas internos da Venezuela, como a frágil economia e os altos níveis de corrupção governamental. Analistas políticos também veem o referendo como uma estratégia nacionalista do governo Maduro para mobilizar apoio antes da eleição presidencial venezuelana de 2024.
O analista brasileiro Thiago de Aragão afirmou que a Venezuela tem capacidades militares muito maiores do que a Guiana, que conta com cerca de 3 000 tropas em veículos leves de combate. Segundo relatos, a Venezuela possui 123 000 tropas terrestres distribuídas em vários regimentos, além de 173 tanques de batalha principais, como AMX-30 e T-72B1, juntamente com veículos de reconhecimento, veículos de combate de infantaria e veículos blindados de transporte de pessoal, além de mais de três milhões de milicianos paramilitares. Também possui ativos significativos de força aérea e naval, em comparação com uma força aérea simbólica do lado da Guiana. No entanto, qualquer agressão contra a Guiana poderia desencadear uma intervenção por parte de potências regionais como o Brasil ou os Estados Unidos.
A região de Esequibo é composta principalmente por montanhas e densas florestas tropicais, com poucas ou nenhuma estradas, tornando muito difícil uma invasão terrestre com blindados. Além disso, o contingente militar venezuelano está concentrado em torno de Caracas e na fronteira norte com a Guiana ao longo da costa do Caribe. Para Augusto Teixeira, professor visitante do King's College London, os poucos trechos que poderiam ser atravessados só seriam propícios a uma pequena força de infantaria a pé. Analistas da área militar apontam o território brasileiro, que tem conexões rodoviárias a ambos os países, como a única opção para uma operação terrestre mais ampla, passando pela Ruta 10, na Venezuela, e a BR-174, no Brasil. Além da infraestrutura, os movimentos militares através de Roraima seriam significativamente menos prejudicados pela geografia regional, pois a região da Raposa Serra do Sol é composta não por floresta, mas por cerrado, principalmente savana plana, e as áreas florestais restantes foram amplamente desmatadas.Militares brasileiros consideram mais provável uma operação venezuelana pelo mar, e acreditam que os Estados Unidos e Reino Unido interviriam em favor da Guiana.
A imprensa brasileira divulgou o envio de “tanques de guerra” para Roraima, mas o Exército Brasileiro não tem e nem enviou carros de combate para a região. O pesquisador militar Paulo Roberto Bastos Jr. avaliou que os armamentos enviados são inadequados para enfrentar carros de combate. Marcelo Godoy, no Estado de S. Paulo, notou que os canhões de 30 milímetros dos VBTP-MR Guarani e 90 milímetros do EE-9 Cascavel seriam ineficazes contra os carros de combate T-72 venezuelanos. Os caça-tanques Centauro II, que poderiam ser eficazes, ainda não foram entregues ao Exército. Além disso, o Exército não tem uma defesa antiaérea de média e grande altura. Para ele, a crise afligiu as Forças Armadas do Brasil num momento delicado, no qual a Marinha do Brasil está desativando embarcações. Por outro lado, “analistas militares são unânimes em afirmar que, apesar das limitações do País, o Brasil tem capacidade de dissuasão e credibilidade para mostrar que é capaz de defender seu território. Eles também esperam que a crise de Essequibo seja uma oportunidade de reflexão do mundo político sobre a importância da Defesa Nacional.” Dennison de Oliveira, professor de História na Universidade Federal do Paraná, opinou que os reforços são precários, insuficientes e tardios, pois o Exército só terá 680 militares, 0,2% de seu efetivo total, para uma resposta imediata em Roraima.
Um oficial do Exército Brasileiro publicou uma análise de uma hipotética invasão venezuelana a Roraima para alcançar a Guiana. Para ele, a inexistência de vias de um país a outro e a possibilidade de bloqueio marítimo dos Estados Unidos induziriam os militares venezuelanos a escolher esta opção. No ar, “os Su-30 e F-16 venezuelanos, se realmente possuírem quantidades operacionais adequados, têm capacidade de identificar e abater possíveis ameaças do vetor aéreo brasileiro”, dificultando o reforço aéreo brasileiro a Boa Vista. Os venezuelanos poderiam interditar a BR-174, única rodovia de Roraima ao resto do país, destruindo as pontes sobre os rios Jauaperi, Anauá e Uraricoera. O primeiro escalão venezuelano alcançaria Bonfim, na fronteira com a Guiana, em dois dias, “pois não haveria uma tropa brasileira que apresentasse uma resistência que prejudicasse esse movimento”. Em 10–20 dias, grande parte do efetivo venezuelano necessário para cumprir seus objetivos na Guiana teria atravessado Roraima.
As ações da Venezuela em relação à anexação da Guiana Esequiba foram comparadas à invasão russa da Ucrânia, incluindo os eventos anteriores da anexação da Crimeia pela Federação Russa e o referendo de status da Crimeia em 2014. James G. Stavridis, ex-Comandante Supremo Aliado da OTAN na Europa, afirmou que as ações da Venezuela, incluindo seu referendo, eram "um eco da invasão de Putin na Ucrânia dois anos atrás: um vizinho muito maior reivindicando um território sem fundamentos legais internacionais legítimos, preparando-se para anexação, criando novos mapas e se deliciando com a obtenção de enormes recursos naturais." Igor Macedo de Lucena da Chatham House disse: "Putin deu abertamente passaportes para quem entrou na administração russa na Crimeia e [os cidadãos] se tornaram russos. Maduro pode dizer que lá [na Guiana Esequiba] existe uma grande população de neo-venezuelanos e ele vai lá para defendê-los de um ataque do governo da Guiana, todas as formas de distorcer a opinião pública e tornar um ataque 'legítimo', quando na verdade não há tal ameaça. É todo o enredo de uma invasão." Analistas afirmaram que um novo conflito nas Américas seria benéfico para a Rússia, pois provavelmente distrairia os Estados Unidos. O envolvimento da Rússia não se limita à venda de equipamentos militares para Maduro, pois há relatos de duas bases militares russas dentro do território venezuelano, assim como um destacamento da empresa militar privada Grupo Wagner, que está envolvido no treinamento de tropas de elite venezuelanas, além de fornecer segurança pessoal para Maduro.